# Paul Etoga
Paul Etoga (* 1911 in Nkolmewrut, Kamerun; † 13. März 1998) war Bischof von Mbalmayo.

## Leben
Paul Etoga empfing nach dem Studium der Katholischen Theologie und Philosophie am 19. September 1939 durch den Apostolischen Vikar von Yaoundé, François-Xavier Vogt CSSp, das Sakrament der Priesterweihe.
Am 3. Juli 1955 ernannte ihn Papst Pius XII. zum Titularbischof von Cyparissia und bestellte ihn zum Weihbischof in Yaoundé. Der Erzbischof von Yaoundé, René Graffin CSSp, spendete ihm am 30. November desselben Jahres die Bischofsweihe; Mitkonsekratoren waren der Erzbischof von Brazzaville, Michel-Jules-Joseph-Marie Bernard CSSp, und der Bischof von Douala, Pierre Bonneau CSSp.
Am 24. Juni 1961 ernannte ihn Papst Johannes XXIII. zum ersten Bischof von Mbalmayo. Papst Johannes Paul II. nahm am 7. März 1987 das von Paul Etoga aus Altersgründen vorgebrachte Rücktrittsgesuch an.
Paul Etoga nahm an allen vier Sitzungsperioden des Zweiten Vatikanischen Konzils teil.
Paul Etoga war außerdem Ehrenmitglied der deutschen Studentenverbindung K.D.St.V. Alemannia zu Greifswald und Münster im CV und Namensgeber und gleichzeitig erster Preisträger der Paul-Etoga-Medaille, die von der CV-Afrika-Hilfe bis 2015 verliehen worden ist.